# Latham (plaats)
Latham is een plaats in de regio Mid West in West-Australië.

## Geschiedenis
John Forrest verkende de streek in 1869.
In het begin van de twintigste eeuw vestigden de eerste landbouwers zich in de streek. De rabbit-proof fence werd er opgetrokken. Reeds in 1914 zou er in Latham een schooltje hebben gestaan, verhuisd vanuit Perenjori.
In 1915 werd de spoorweg tussen Wongan Hills en Mullewa in dienst genomen. In 1913 had de 'Public Works Department' beslist langs de spoorweg, in Latham, een dorp te ontwikkelen. Districtslandmeter S.E. Smith inspecteerde de locatie en stelde twee namen voor: Latham of Merriedale. Het zou Latham worden.
Latham werd in 1917 officieel gesticht. Het werd vernoemd naar de 'Latham Rock', een rots drie kilometer ten zuidoosten van de dorpslocatie. De naam van de rots werd voor het eerst in 1909 vermeld. De rots was naar F.A. Latham vernoemd, een pionier, sandelhoutsnijder en pastoralist - die er een drinkplaats voor vee dat door het district werd gedreven had ontwikkeld.
Tegen de jaren 1920 hadden zich een aantal landbouwers in de streek gevestigd die aan grootschalige graanbouw deden. Vanaf 1936 begon de Co-operative Bulk Handling Group in Latham met de overslag van graan in bulk.
In de jaren 1950 werd het schooltje te klein en in 1961 werd begonnen met de bouw van een nieuwe basisschool. In 1966 werd er een bibliotheek aan toegevoegd. Tegen 2015 was het aantal inwoners en leerlingen zo gedaald dat de school de deuren sloot. De dorpswinkel was reeds tien jaar eerder dichtgegaan.

## Beschrijving
Latham maakt deel uit van het lokale bestuursgebied (LGA) Shire of Perenjori, een landbouwdistrict waarvan Perenjori de hoofdplaats is. 
Het is een verzamel- en ophaalpunt voor de oogst van de in de streek bij de Co-operative Bulk Handling Group aangesloten graanproducenten.
In 2021 telde Latham 61 inwoners, tegenover 160 in 2006.
Latham heeft een gemeenschapscentrum met sportfaciliteiten, een gemeenschapszaal en een kampeerterrein met sanitaire faciliteiten. Men kan er 'Terina’s Wildflower Walk' doen en iets over de geschiedenis en flora en fauna van de streek leren.

## Ligging
Latham ligt 305 kilometer ten noordnoordoosten van de West-Australische hoofdstad Perth, 245 kilometer ten zuidoosten van Geraldton en 40 kilometer ten zuidzuidoosten van Perenjori.
De spoorweg die langs Latham loopt maakt deel uit van het goederenspoorwegnetwerk van Arc Infrastructure. Het baanvak tussen Perenjori en Dalwallinu - waarlangs Latham ligt - is echter niet meer in gebruik.

## Galerij

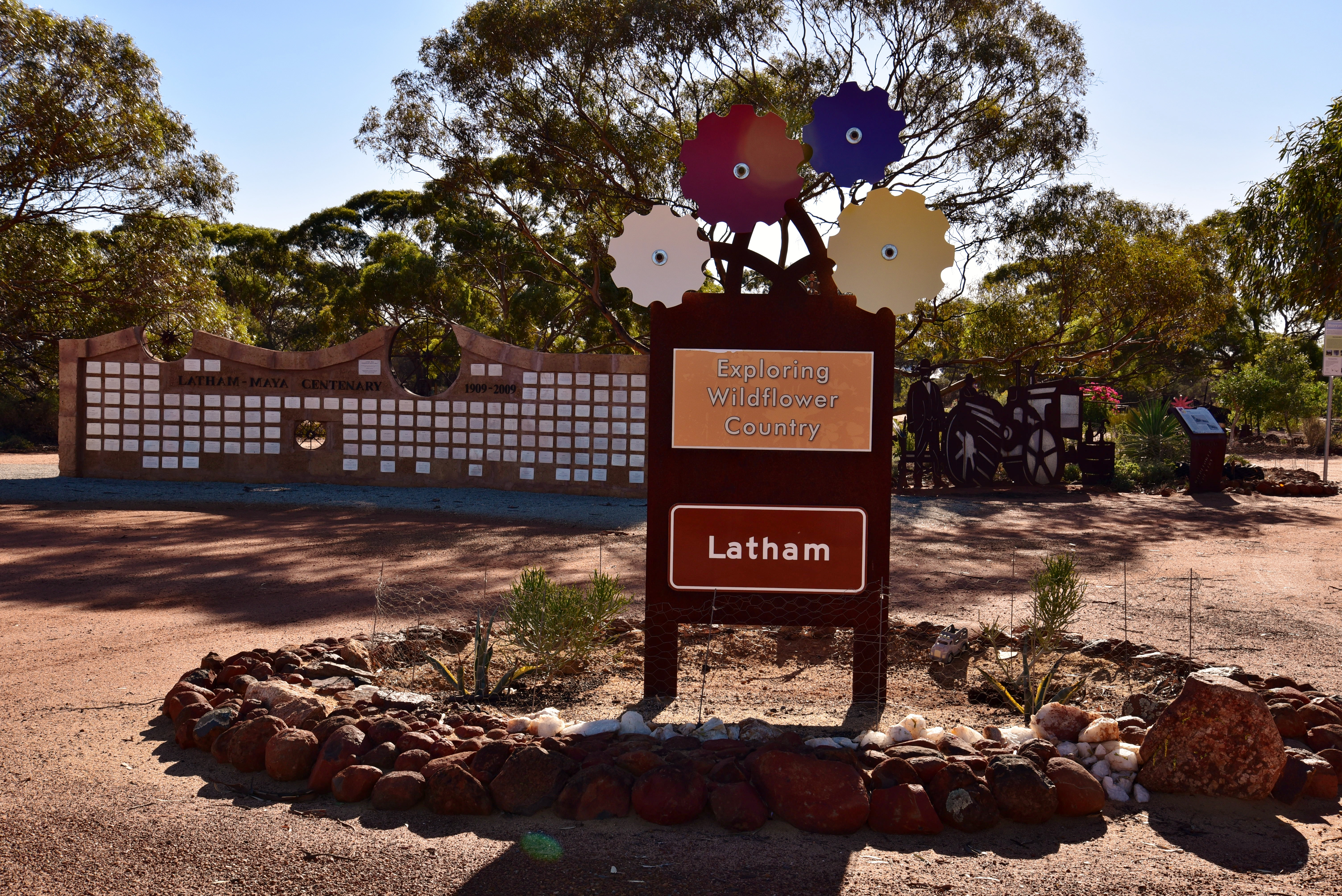
Verwelkomingsbord
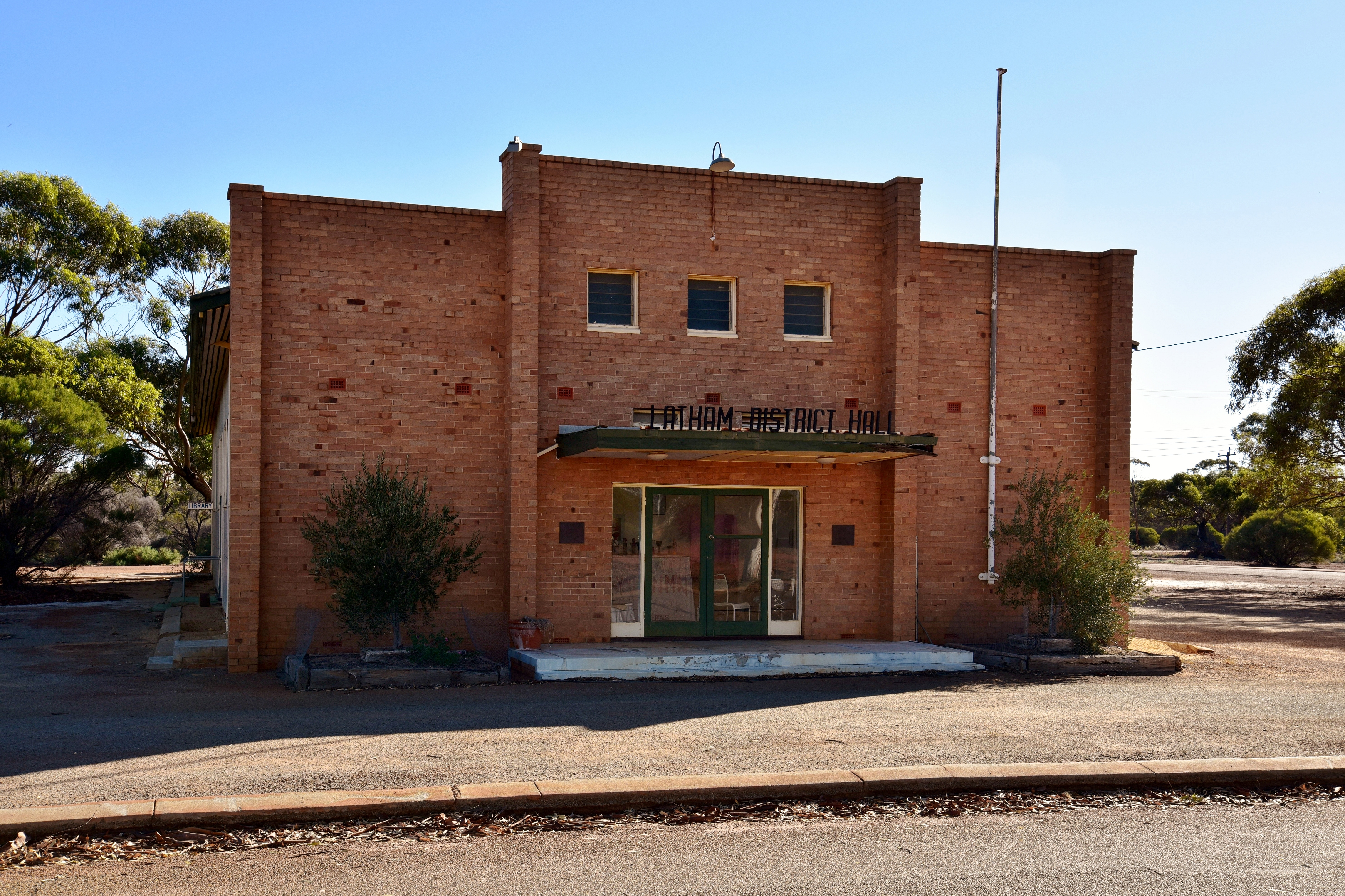
'Latham District Hall'
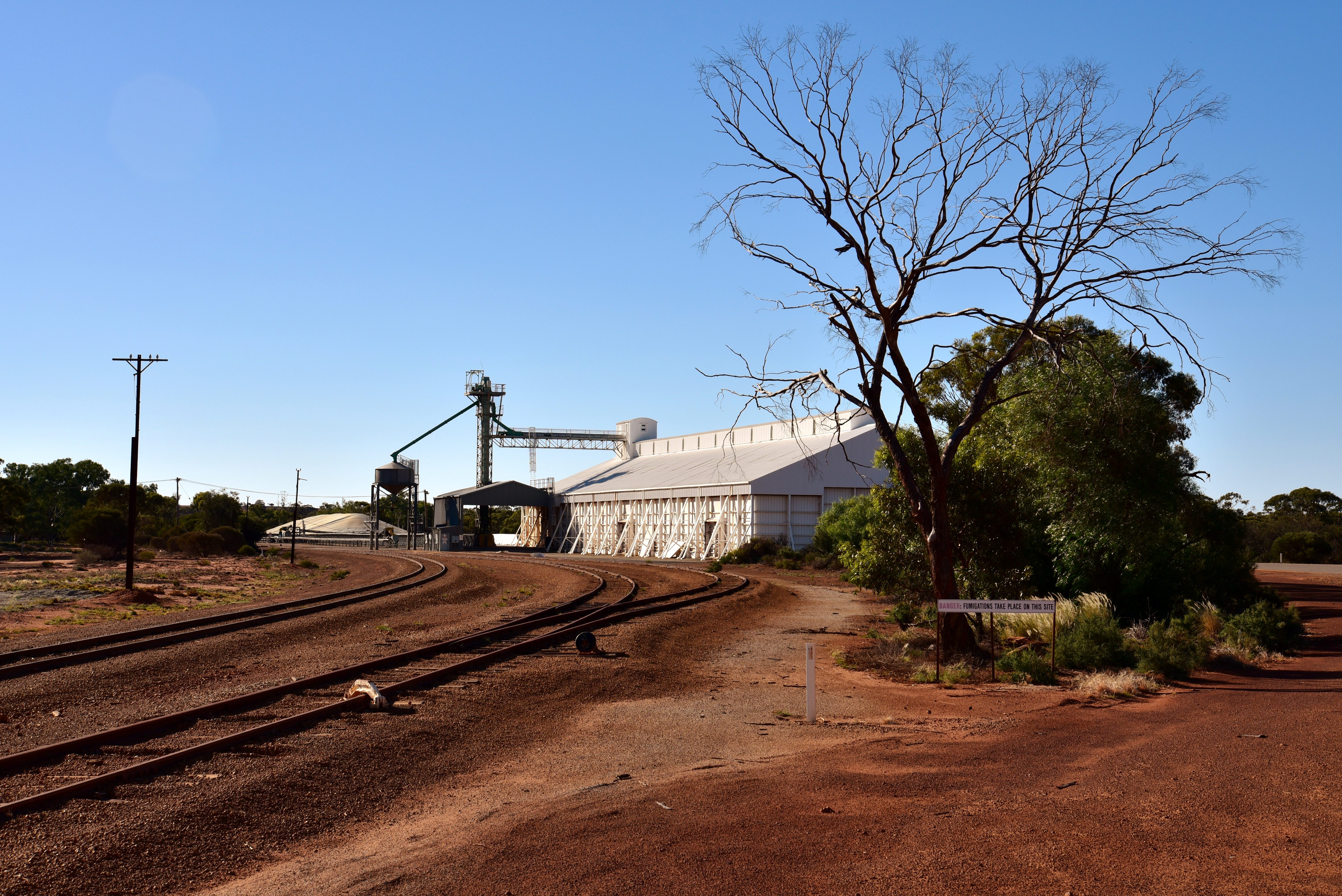
Graanoverslag CBH Group
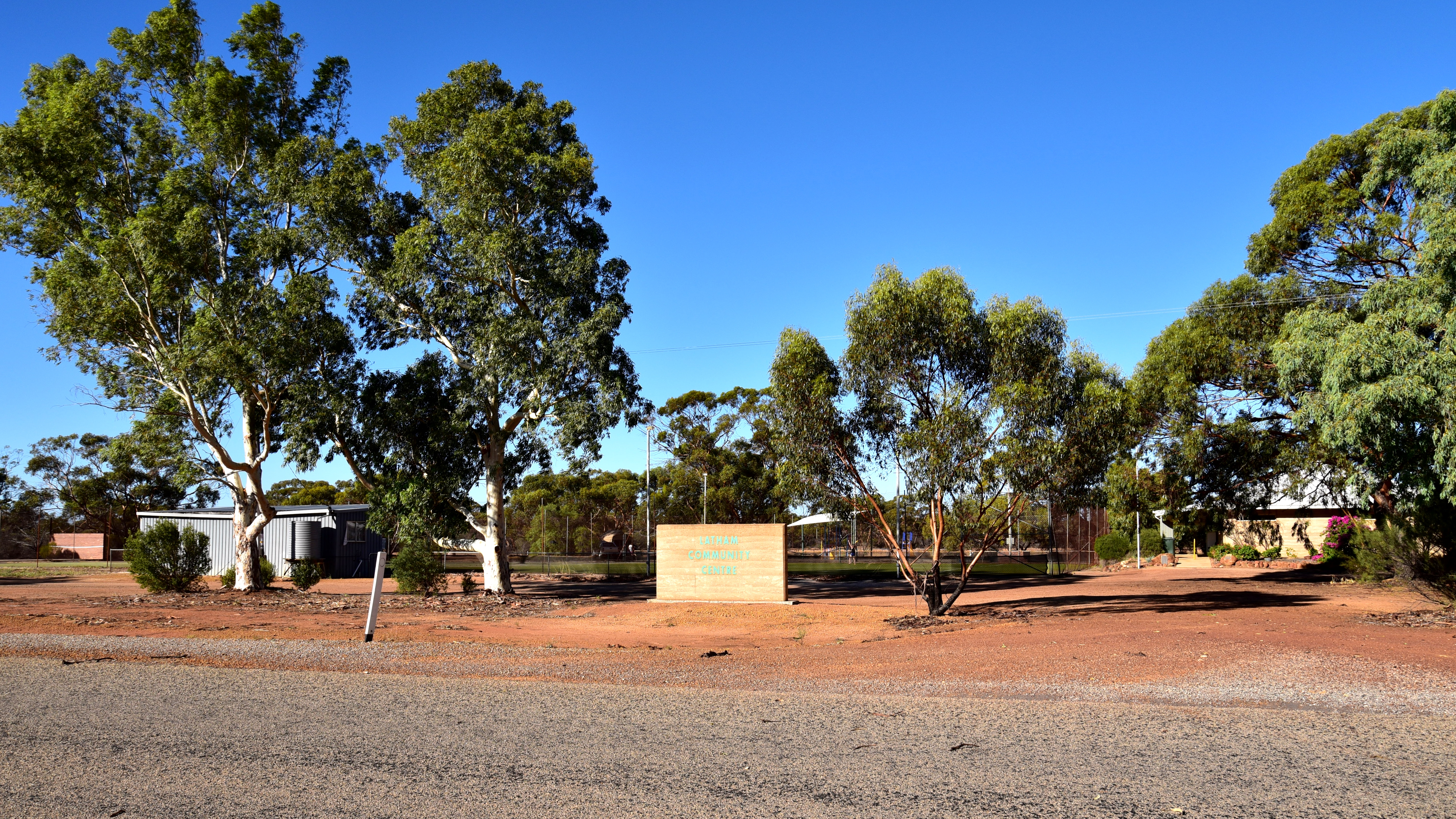
Gemeenschapscentrum